# أسيد (اسم)
أسيد اسم عربي يدل على الشجاعة والقيادة

## معنى
فعيل من قولهم: أسد يأسد أسدا إذا صار كالأسد

## حاملين الاسم
- أسيد بن حضير صحابي من الأوس
- أسيد بن أبي أناس
- أسيد بن جابر فارس وشاعر عربي جاهلي
- أسيد بن كعب القرظي صحابي من بني قريظة
- أسيد بن ظهير صحابي من اهل المدينة
- أسيد بن ظافر السلمي قائد اموي
- أسيد بن عبد الله الخزاعي قائد جيش ابو مسلم الخراساني
- أسيد بن عبد الرحمن الخثعمي احد رواة الحديث النبوي